# Červenolistý buk v Darkově
Červenolistý buk v Darkově je památný strom - buk lesní (Fagus sylvatica 'Atropunicea) u Lázeňského parku Darkov v části Lázně Darkov města Karviná v okrese Karviná. Nachází se také v nížině Ostravská pánev v Moravskoslezském kraji a v Horním Slezsku.

## Další informace
Podle údajů z roku 2022, Červenolistý buk v Darkově je jeden z celkem 6 vyhlášených památných stromů na území města Karviná. Nachází se v pásmu luk a zeleně na levém břehu náhonu Mlýnka. Podle údajů z roku 1998:
| Výška stromu:                 | 19,0 m        |
| Obvod kmene ve výčetní výšce: | 2,92 m        |
| Ochranné pásmo:               | dle zákona    |
| Datum vyhlášení:              | 7. ledna 1998 |

## Galerie

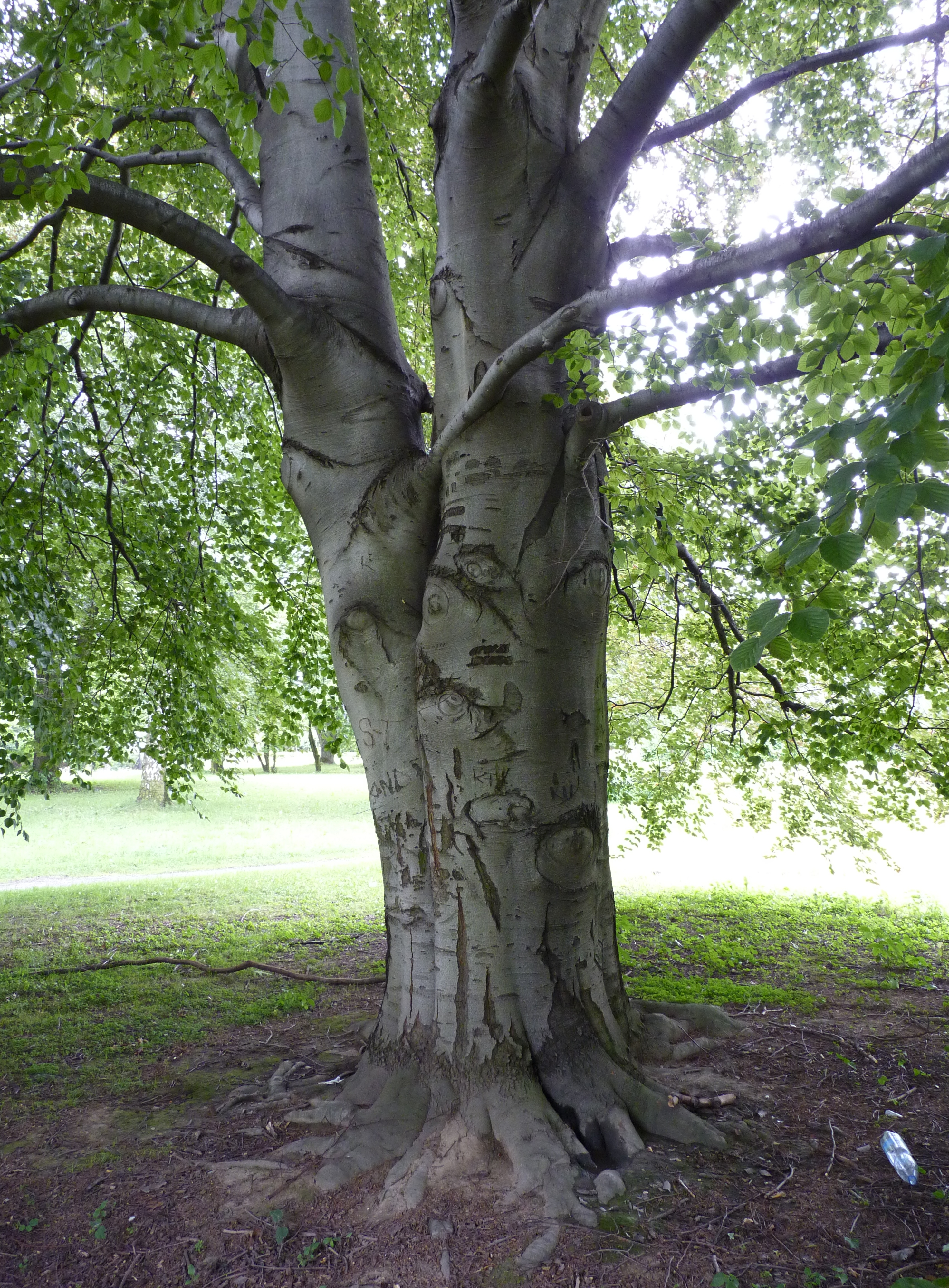
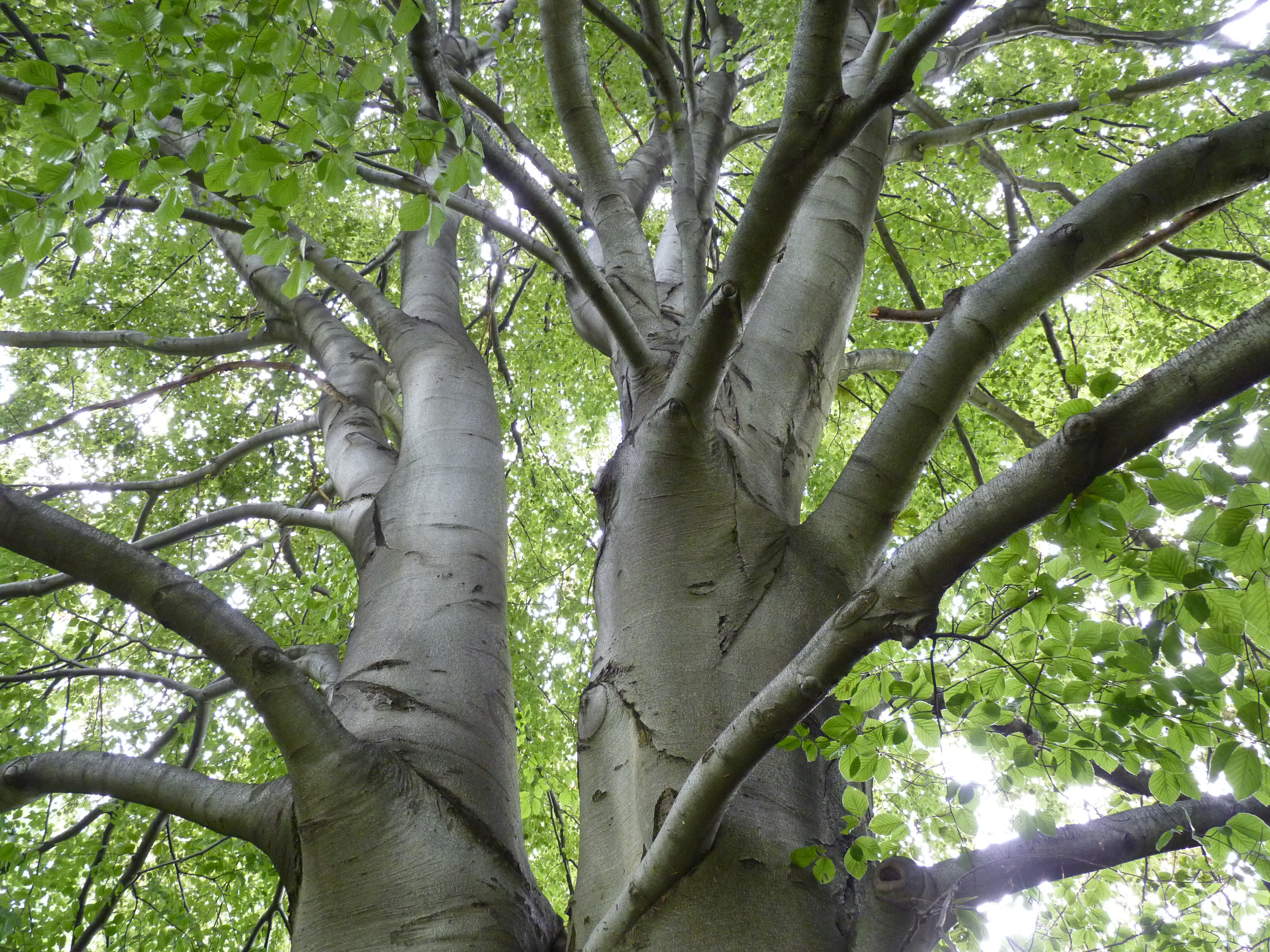
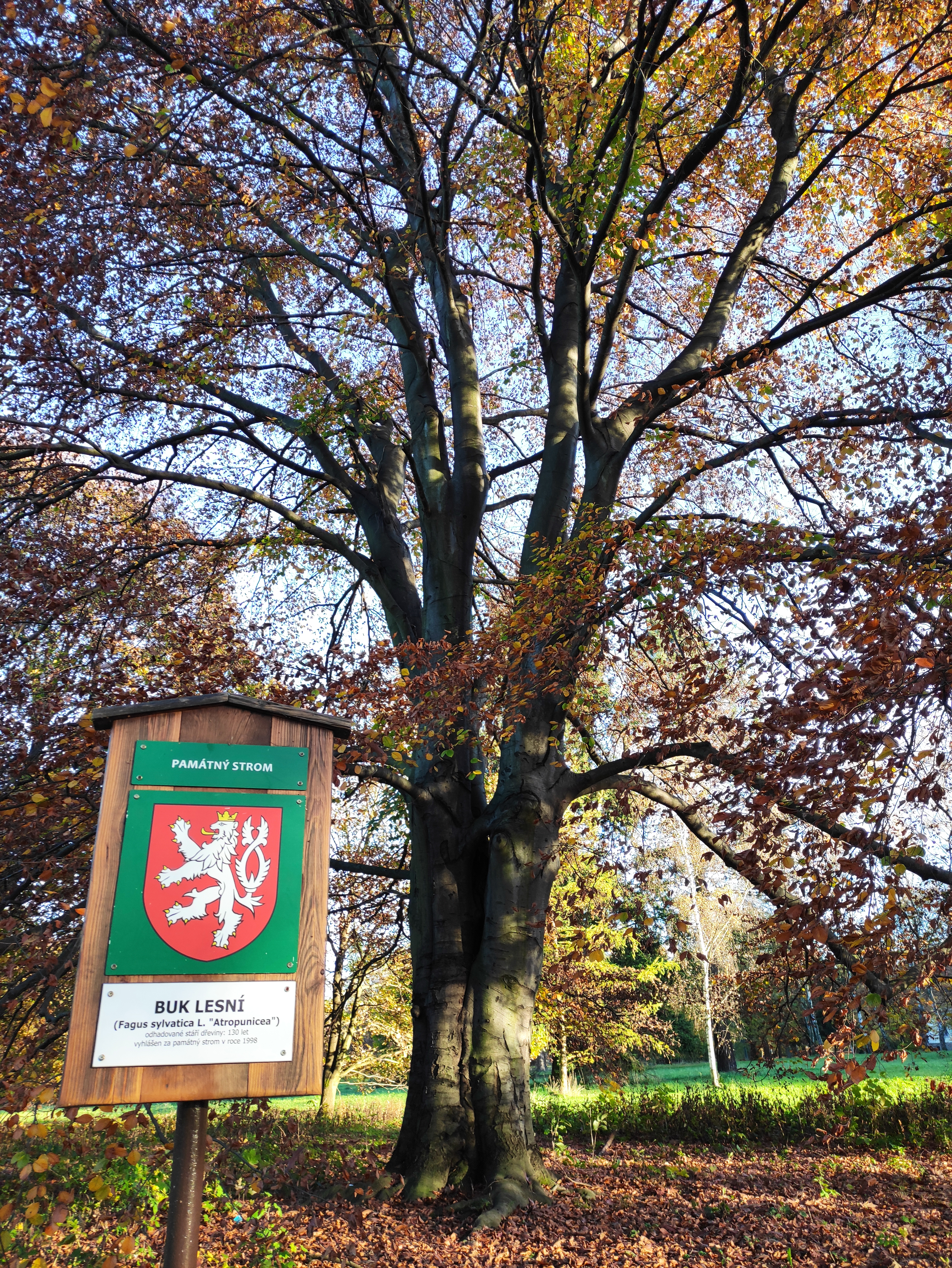
Informační panel u stromu (říjen 2022)
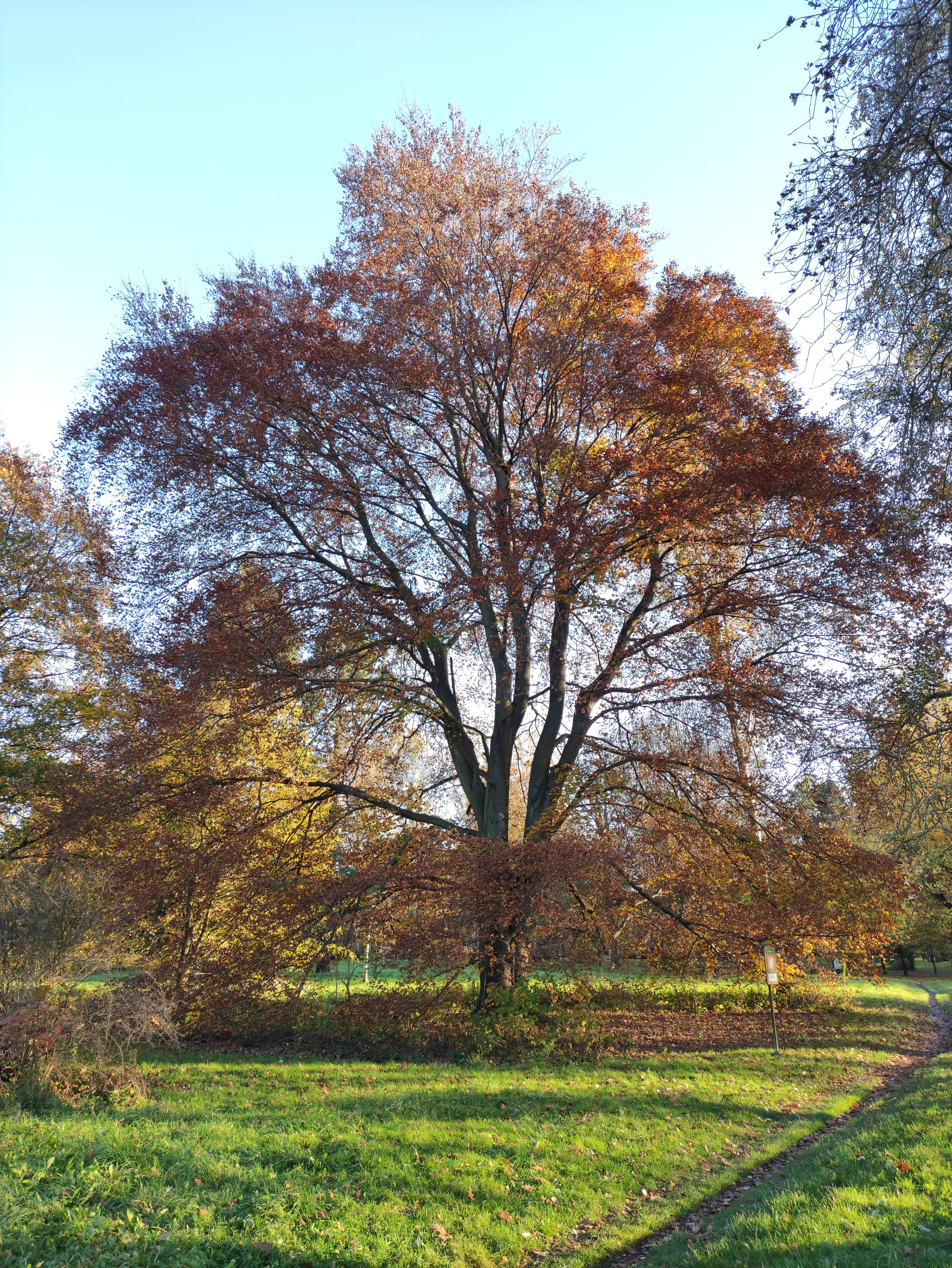
Celkový pohled na strom (říjen 2022)